# جراحة عن بعد

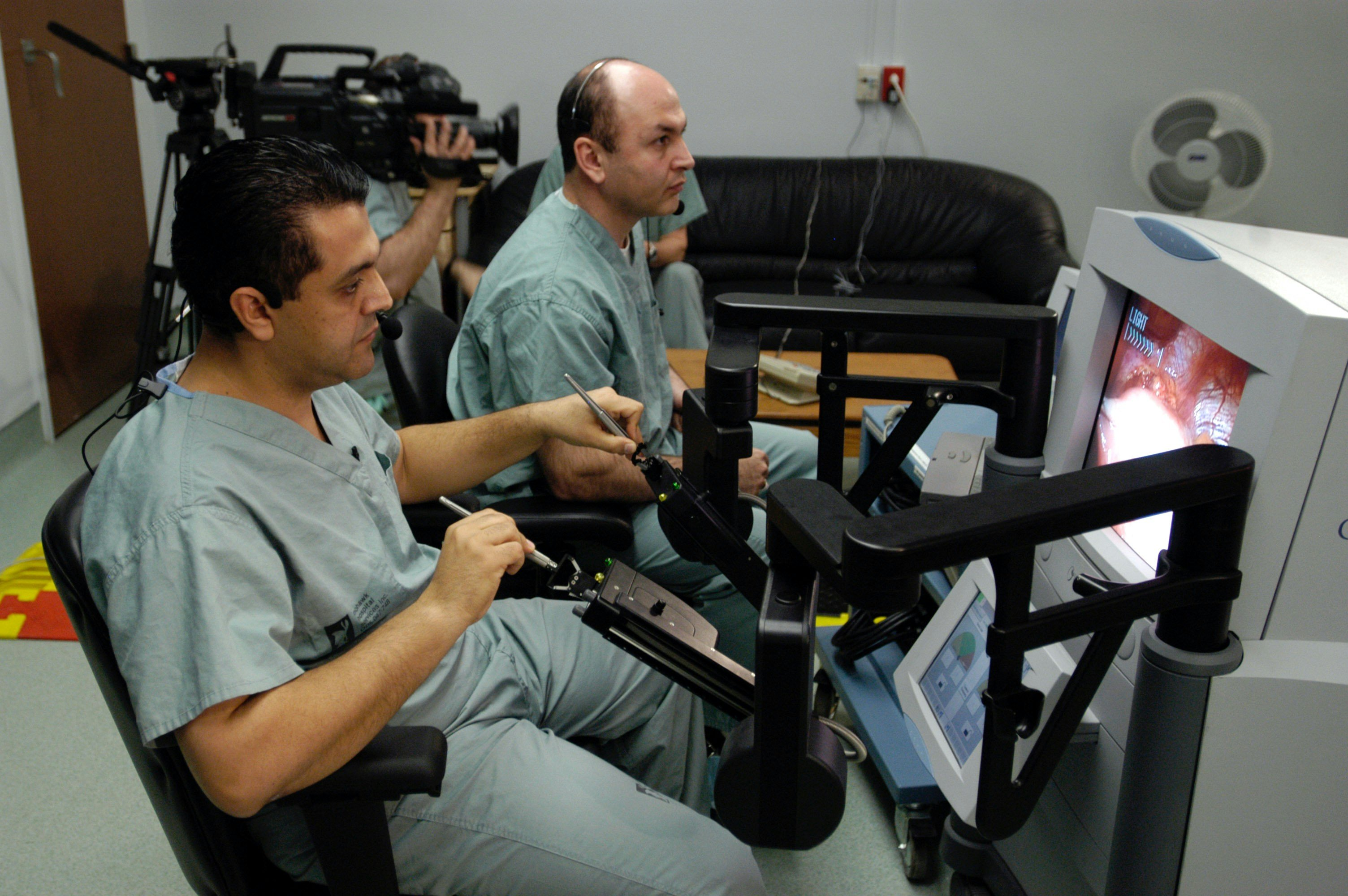
الجراحة عن بعد

الجراحة عن بعد (بالإنجليزية: telesurgery)‏ هو نوعٌ حديثٌ من الجراحة ظهرت في العقدين الأخيرين، وتعتبر نوعًا من الجراحة الروبوتية التي تعتمد على وسائل الاتصال اللاسلكية. يمكن من خلال هذه الطريقة أن يُجري الجرَّاح عملاً جراحيًا لمريض لا يوجد في نفس قاعة العمليات، بل يمكنُ أن يكون المريض يبعد آلاف الكيلومترات عن الجرَّاح الذي يجري العمل الجراحي.
يتحكم الجرّاح عن بعد بأذرع الروبوت التي يمكن من خلالها إجراء العمل الجراحي، ويُشاهد ساحة العمل الجراحي من خلال كاميرا عالية الدقة تنقل الصورة لشاشة العرض الموجودة أمامه. تحقق الجراحة عن بعد العديد من الفوائد والميزات خصوصًا في حال عدم وجود طبيب جرَّاح مؤهل في نفس المكان الذي يوجد فيه المريض. لا يزال هذا النوع من الجراحة محدود الاستخدام ولم يطبق على نطاق واسع حتى الآن. تعتبر عملية لندبرغ التي أجريت في عام 2001 أول عمل جراحي ناجح عن بعد يستوفي الشروط والمعايير كلها.

## الجراحة الروبوتية
ظهرت الجراحة الروبوتية في أواخر القرن الماضي كفرع حديث من الجراحة، يجمع بين التكنولوجيا الحديثة مع أهم التطورات الطبية. ويعتبر روبوت دافنشي الذي ظهر في السنوات الأخيرة أهم هذه الروبوتات وأحدثها وقد شكَّل استخدامه نقلة نوعية في عالم الجراحة. من الميزات التي حققتها الجراحة الروبوتية:
- شق جراحي أصغر بكثير.
- فترة استشفاء أقل.
- نتائج جراحية أفضل.
- اختلاطات أقل.
- ألم أقل.
- إمكانية القيام بالعمل الجراحي عن بعد.

## عملية لندبرغ
أجرى فريق طبي في 7 أيلول/سبتمبر 2001 بقيادة الجراح جاك مارسو أول عمل جراحي عن بعد بشكل كامل. كان الفريق الطبي في نيويورك في الولايات المتحدة والمريضة في ستراسبورغ في فرنسا على بعد آلاف الكيلومترات. استخدم العمل الجراحي الجراحة الروبوتية وتم خلاله استئصال المرارة للمريضة التي تبلغ من العمر 68 عامًا، واستغرق العمل الجراحي 45 دقيقة، وقد سُميّت العملية باسم عملية لندبرغ تيمنا باسم الطيار الأمريكي تشارلز لندبرغ الذي يُعتبر أول طيار عبر بمفرده المحيط الأطلسي. يُذكر أن هذه العملية أجريت باستخدام روبوت زيوس الجراحي.

## إيجابيات وسلبيات

### فوائد وميزات الجراحة عن بعد
للجراحة عن بعد العديد من الفوائد والميزات، من أهمها إيجابيات الجراحة الروبوتية سابقة الذكر والتي تتمثل بتحسين النتائج وتقليل الاختلاطات، بالإضافة لميزة هامة تتمثل بقدرة الجراح المؤهل على إجراء عمل جراحي لمريض قد يكون موجودًا في مكان لا يوجد فيه كادر مؤهل قادر على القيام بنفس العمل الجراحي.
ترتبطُ الجراحة عن بعد وجراحة الروبوت باستخدام أحدث أنواع التكنولوجيا والبرمجيات ووسائل الاتصال وشاشات العرض، وكل هذه الوسائل المتطورة تساعد في زيادة معدلات نجاح العمل الجراحي وتقليل الاختلاطات والتأثيرات الجانبية لحدها الأدنى.

### سلبيات الجراحة عن بعد
لا تزال الجراحة عن بعد جراحةً حديثةً تخضع للتطوير المستمر، ولا يوجد عدد كبير من الأطباء والممرضين يمتلكون خبرة كافية في هذا المجال. من أهم العوائق التي واجهت الجراحة عن بعد في بدايتها هي التأخير في نقل الإشارات من مكان الجراح إلى مكان المريض، لأن هذا التأخير حتى لو كان قليلًا يمكن أن يؤثر على نجاح وأمان العمل الجراحي، ولكن تجدر الإشارة إلى أن هذه السلبية يتم تجاوزها تدريجيًا مع تطور تقنيات الاتصال والروبوتات الجراحية.